# Anna Margarete Stegmann
Anna Margarete Stegmann (geb. Meyer; * 12. Juli 1871 in Zürich; † 1. Juli 1936 in Arlesheim) war eine deutsch-schweizerische Nervenärztin, Psychoanalytikerin, Feministin, Reichstagsabgeordnete der SPD und Kunstsammlerin.

## Leben
Anna Margarete Meyer, auch Marga genannt, wurde als zwölftes Kind eines Landwirts in Zürich geboren. Mit 16 Jahren war sie Vollwaise. Nach einem Postfachexamen war sie zunächst als Beamtin im Schweizerischen Postdienst tätig, u. a. als Korrespondentin der Kreispostdirektion Zürich. Nachdem sie auf dem zweiten Bildungsweg die Matura erworben hatte, studierte sie in Zürich und Bern Medizin. 1910 promovierte sie mit einer Arbeit über die Psychologie des Kindsmords. Darin versuchte sie aufzuzeigen, wie die Tat der Mutter mit den sozialen Umständen und ihrer Opferrolle als Frau zusammenhing.
1910 arbeitete sie zunächst als Assistenzärztin an einer Anstalt für Epileptiker in Zürich. 1911 ging sie nach Berlin und setzte ihre Assistenzzeit an der Charité bei Alfons Cornelius fort. 1911 heiratete sie den Gerichtsarzt und Psychiater Arnold Stegmann (1872–1914), der ein Analysand Sigmund Freuds war. Ihr Mann starb 1914 als Kriegsfreiwilliger bei Verdun, die Ehe blieb kinderlos. Anna Margarete Stegmann teilte mit ihm das Interesse an der Psychoanalyse, zusammen mit Mira Oberholzer-Gincburg, Tatjana Rosenthal und Karen Horney gehörte sie zu den ersten weiblichen Mitgliedern der Berliner Psychoanalytische Vereinigung. Ihre Lehranalyse absolvierte sie vermutlich bei Karl Abraham. Nach dem Tod ihres Mannes war sie mit dem 18 Jahre jüngeren Kunstwissenschaftler Karl Adrian befreundet. Auch diese, wohl glücklichere Verbindung, wurde durch den frühen Tod Adrians 1915 beendet. Das gemeinsame Interesse an der Zeitgenössischen Kunst behielt sie auch nach seinem Tod weiter und machte sie zu einer bedeutenden Kunstsammlerin Dresdens.
1920 erhielt sie ihre Approbation als Ärztin für Deutschland und eröffnete eine Praxis als Allgemein- und Nervenärztin in Dresden.
Im Jahr 1918 trat Stegmann der SPD bei. Zwischen 1920 und 1924 war sie unbesoldete Stadträtin in Dresden. Von 1924 bis 1930 war sie Mitglied des Reichstages.
Sie war Mitglied der Schopenhauer-Gesellschaft, der Internationalen Frauenliga für Frieden und Freiheit und arbeitete im Stadtbund Dresdner Frauenvereine mit.

## Wirken
Als Ärztin und Psychoanalytikerin befasste Stegmann sich mit der Psychogenese körperlicher Krankheiten und entwarf als erste eine Psychoanalyse der Krebserkrankung. Mit ihrem 1913 erschienenen Aufsatz über die Darstellung epileptischer Anfälle im Traum leistete sie Pionierarbeit auf dem Gebiet der Psychosomatik der Epilepsie. Als Ärztin und Politikerin hielt sie zahlreiche Vorträge zur Problematik der Alkoholabhängigkeit und zur Schädlichkeit des Tabakkonsums bei Jugendlichen.
Als SPD-Mitglied gehörte sie 1920 zu den ersten weiblichen Stadträten Dresdens. 1924 wurde sie Abgeordnete des Reichstags und setzte sich dort vorrangig für soziale und frauenpolitische Themen ein. Dokumentiert ist u. a., dass sie sich in der zweiten Wahlperiode des Reichstages für das nie erlassene Bewahrungsgesetz engagierte, welches sich einerseits gegen die menschenunwürdige Unterbringung geistig behinderter und „asozialer“ Personen in Gefängnissen, Arbeitshäusern und Psychiatrien richtete, andererseits eine zwangsweise Unterbringung regeln sollte.
In der Debatte um den § 218 argumentierte sie 1925 für ein Recht von Frauen auf Abtreibung.
Ihr Wirken als Kunstsammlerin und der Umfang ihrer Sammlung ist noch nicht abschließend erforscht. Bekannt ist, dass sie – wie Ida Bienert – zu den wenigen Sammlern in Dresden gehörte, die Werke zeitgenössischer Künstler kauften. Sie gehörte zur Dresdener Ortsgruppe des 1916 von Ida Dehmel und Rosa Schapire gegründeten Frauenbunds zur Förderung der deutschen bildender Kunst, der die bildenden Künstler der Gegenwart fördern wollte und ihre Werke durch Schenkungen entgegen der Zeitströmung in die Museen zu bringen versuchte. 1925 stiftete sie unter dem Titel „Karl-Adrian-Stiftung“ elf Werke aus ihrer Sammlung dem Dresdner Stadtmuseum, von denen später sechs in der Aktion „Entartete Kunst“ verbracht wurden. Dabei handelte es sich um die erhaltenen Werke Heinrich Campendonks Badende Frauen mit Fisch (1915), Lyonel Feiningers Gelmeroda, Karl Schmidt-Rottluffs Sitzende Frau (1915), Emil Noldes Mädchen im Grünen (1915), Conrad Felixmüllers Angebetete und Eugen Hoffmanns Adam und Eva (1919). Weitere Werke der Schenkung, von Robert Genin, Emil von Gerliczy, Edmund Moeller und Wilhelm Lehmbruck gelten weiterhin als verschollen.
Anhand von Katalogen konnten bis 2006 insgesamt 33 Ölbilder, fünf Aquarelle und zwei Plastiken der Sammlung Margarete Stegmann zugeordnet werden. Dazu gehören das Gemälde Genesendes Mädchen (1890) von Lovis Corinth, Landschaft mit Kühen von Heinrich Campendonk, Paul Klees Naturtheater (1914) und Vogel Reich (1918), Lasar Segalls Kaddisch von 1918 und Pablo Picassos Verschleierte Frau. Von Alexej Jawlensky, dem sie freundschaftlich verbunden war, besaß sie insgesamt 15 Werke aus den Jahren 1915 bis 1935. Einen besonderen Stellenwert nahmen die Werke von Emil Nolde ein, für dessen Werke sie sich sehr begeisterte und mit dem sie, wie mit anderen Künstlern, auch im persönlichen Austausch stand: Mädchen im Garten (1915), Mädchen und Lilie (1918), Jüngling und Mädchen (1919), Gutsherr (1920) und Blumenstrauß. In ihrem Zimmer hatte sie eine Nolde-Wand mit Werken und Briefen des Künstlers eingerichtet und ihre Briefe an Nolde zeigen eine tiefe persönliche Verbundenheit mit seinen Werken, in denen sie die eigenen Lebenserfahrungen gespiegelt sah.

## Werke (Auswahl)
- Beitrag zur Psychologie des Kindsmords. Dissertation Leipzig 1910
- Ein Fall von Namenvergessen. Zentralblatt für Psychoanalyse und Psychotherapie 2, 1912, 650f
- Ein Vexiertraum. Internationale Zeitschrift für Psychoanalyse 1, 1913, 486–489
- Darstellung epileptischer Anfälle im Traum. Internationale Zeitschrift für Psychoanalyse 1913, 560f
- Identifizierung mit dem Vater. Zentralblatt für Psychoanalyse und Psychotherapie 1, 1913, 561f
- Die §§ 218/219 des Strafgesetzes. Vierteljahresschrift des Bundes Deutscher Ärztinnen 1(2), 1924, 27–30
- Die Psychogenese organischer Krankheiten und das Weltbild. Imago 12, 1926, 196–202
- Frauenblindheit der Männer – eine alte Krankheit. Die Genossin 6, 1929, 229f
- Stimmen gegen den § 218. Der Sozialistische Arzt 7, 1931, 100f